# Австралия на летних Олимпийских играх 1960
На летних Олимпийских играх 1960 года Австралию представляло 189 спортсменов (160 мужчин, 29 женщин). Они завоевали 8 золотых, 8 серебряных и 6 бронзовых медалей, что вывело сборную на 5-е место в неофициальном командном зачёте.

## Медалисты
| Медаль  | Спортсмен                                                 | Вид спорта      | Дисциплина                                |
| ------- | --------------------------------------------------------- | --------------- | ----------------------------------------- |
| Золото  | Херберт Эллиот                                            | Лёгкая атлетика | Мужчины, 1500 м                           |
| Золото  | Лоуренс Морган                                            | Конный спорт    | Троеборье, личное первенство              |
| Золото  | Лоуренс Морган Нил Лэвис Вильям Ройкрофт                  | Конный спорт    | Троеборье, командное первенство           |
| Золото  | Джон Девитт                                               | Плавание        | Мужчины, 100 м вольным стилем             |
| Золото  | Маррей Роуз                                               | Плавание        | Мужчины, 400 м вольным стилем             |
| Золото  | Джон Конрадс                                              | Плавание        | Мужчины, 1500 м вольным стилем            |
| Золото  | Дэвид Тейл                                                | Плавание        | Мужчины, 100 м на спине                   |
| Золото  | Дон Фрейзер                                               | Плавание        | Женщины, 100 м вольным стилем             |
| Серебро | Ноэль Фримэн                                              | Лёгкая атлетика | Мужчины, спортивная ходьба 20 км          |
| Серебро | Бренда Джоунс                                             | Лёгкая атлетика | Женщины, 800 м                            |
| Серебро | Нил Лэвис                                                 | Конный спорт    | Троеборье, личное первенство              |
| Серебро | Невилл Хайес                                              | Плавание        | Мужчины, 200 м баттерфляем                |
| Серебро | Маррей Роуз                                               | Плавание        | Мужчины, 1500 м вольным стилем            |
| Серебро | Дон Фрейзер Ильза Конрадс Лоррейн Крэпп Алва Колкухуон    | Плавание        | Женщины, эстафета 4×100 м вольным стилем  |
| Серебро | Мэрилин Вилсон Росмари Лассиг Джэнис Эндрю Дон Фрейзер    | Плавание        | Женщины, эстафета 4×100 м комбинированная |
| Серебро | Дэвид Тейл Терренс Гэзеркоул Невилл Хайес Джеоффри Шиптон | Плавание        | Мужчины, эстафета 4×100 м комбинированная |
| Бронза  | Дэвид Пауэр                                               | Лёгкая атлетика | Мужчины, 10.000 м                         |
| Бронза  | Оливер Тейлор                                             | Бокс            | Мужчины, до 54 кг                         |
| Бронза  | Энтони Мэдиган                                            | Бокс            | Мужчины, до 81 кг                         |
| Бронза  | Джон Конрадс                                              | Плавание        | Мужчины, 400 м вольным стилем             |
| Бронза  | Джэнис Эндрю                                              | Плавание        | Женщины, 100 м баттерфляем                |
| Бронза  | Дэвид Диксон Джон Девитт Маррей Роуз Джон Конрадс         | Плавание        | Мужчины, эстафета 4×200 м вольным стилем  |

## Результаты соревнований

### Академическая гребля
В следующий раунд из каждого заезда проходили несколько лучших экипажей (в зависимости от дисциплины). В финал A выходили 6 сильнейших экипажей.
Мужчины
| Соревнование | Спортсмены              | Предварительный заезд | Предварительный заезд | Предварительный заезд | Отборочный заезд | Отборочный заезд | Отборочный заезд | Полуфинал | Полуфинал | Полуфинал | Финал                 | Финал                 |
| Соревнование | Спортсмены              | Заезд                 | Время                 | Место                 | Заезд            | Время            | Место            | Заезд     | Время     | Место     | Время                 | Место                 |
| ------------ | ----------------------- | --------------------- | --------------------- | --------------------- | ---------------- | ---------------- | ---------------- | --------- | --------- | --------- | --------------------- | --------------------- |
| двойки       | Терренс Дэвис Джон Хант | 3                     | 7:51,88               | 4                     | 1                | 7:24,22          | 2 Q              | 1         | 7:50,59   | 5         | завершили выступление | завершили выступление |